# Метан
Метан, познат и као блатни гас је најпростији засићени угљоводоник (алкан). Уколико владају нормални услови он је безбојан гас. У природи метан настаје услед бескисеоничног распада органских материја (нпр. у мочварама). Метан је главни састојак земног гаса. Користи се као гас за грејање и као сировина за добијање органских једињења. Запаљен гори светлим модрикастим пламеном, а његовим сагоревањем у присуству кисеоника настаје угљен-диоксид и вода. Нерастворан је у води, а у смеши са ваздухом врло експлозиван. Релативно велика количина метана на Земљи даје му статус алтернативног, атрактивног извора енергије. Међутим, пошто је на нормалној температури и притиску у гасовитом стању, метан је веома тешко транспортовати из његових налазишта. Као гас, обично се превози путем гасовода или цистернама утечњен као течност на температури испод -162 °C (као LNG - liquefied natural gas).
Молекул метана има облик тетраедра. Атом угљеника с има  хибридизацију. Остале орбитале граде хемијску везу са четири атома водоника. Све четири везе су подједнаке (углови између веза износе 109°28') и веома су мало поларизоване, што је заједно са недостатком слободних електронских парова велике постојаности овог једињења. Метан може да учествује само у реакцијама типичним за алкане (нпр: сагоревање). 
Метан има потенцијално деловање као стакленички гас са високим потенцијалом за глобално затопљење са индексом од 72 (уз просек од 20 година) односно индексом 25 (уз просек од 100 година). Метан се у атмосфери оксидује, производећи угљен-диоксид и воду. Због тога, метан у атмосфери има полувреме постојања од око седам година.
Распрострањеност метана у Земљиној атмосфери у току 1998 године је процењена на 1745 ppb (милијардити део, parts per billion), а процењује се да се у 1750. години у атмосфери налазило око 700 ppb. Метан може задржавати и до 20 пута више топлоте од угљен-диоксида. У истом периоду (1750—1998) количина 2 у атмосфери је порасла са 278 на 365 ppm. Топлотни ефект због овог повећања количине метана је око једне трећине од истог ефекта повећања 2. Поред тога, постоје огромне али непознате количине метана у облику метан хидрата на дну океана. Земљина кора такође садржи огромне количине метана. Велике количине се произведу анаеробним путем метаногенезе. Остали извори метана су вулканске ерупције и ферментацијом унутар стоке (крава, оваца, коња и других животиња).

## Историја
Реч метан вероватно потиче из старогрчког језика. Већ се у време античке Грчке знало о запаљивом гасу. Тако су у Малој Азији постојала места извора метана. Вулканско подручје, у којем су пронађени такви гасови, је добило име по овом гасу.
Метан је био познат и алхемичарима у средњем веку као саставни део гасова који настају при распадању, а имао је и име мочварни гас. Метан је открио Томас Ширли 1667. године. Џозеф Пристли је открио 1772. године да метан настаје при процесима распадања. Алесандро Волта га је изоловао између 1776. и 1778. године док је студирао мочварни гас из језера Мађоре. Године 1856. Марселин Бертело је први синтетизирао метан из угљен-дисулфида и водоник-сулфида.

## Добијање
Лабораторијски метан се добија пржењем натријум октана са натријум хидроксидом: 
Друга метода је хидролиза алуминијум карбида: 

## Особине метана
Метан је једна од основних компонената земног гаса, од око 87% по запремини. На собној температури и стандардном притиску, метан је безбојни гас, без мириса и укуса. Наводни мирис земног гаса, који се користи у домаћинству, је вештачки направљен као једна од сигурносних мера, додавањем одоранта, најчешће метантиола или етантиола. Метан има тачку кључања од око -161 °C при притиску од једне атмосфере. Као гас је лако запаљив, већ при мањим концентрацијама у ваздуху (5-15%). Течни метан није запаљив све док се не изложи великом притиску (обично 4-5 атмосфера).
Мешавина метана са ваздухом у размери 1:10 има експлозивно дејство. Настанак овакве смеше у рудницима је често разлог великих експлозија и смрти многих људи. Велике количине метана се налаза на планетама у облику мора (као што на земљи постоје мора воде, тако на неким планетама постоје мора метана)

### Потенцијални ефекти на здравље
Метан није отрован. Међутим, веома је запаљив и у смеси са ваздухом може бити експлозиван. Бурно реагује са оксидационим средствима, халогеним елементима и супстанцама које садрже халогене. Метан је асфиксиони гас, што значи да може истиснути кисеоник у затвореним просторијама, али су концентрације при којима он може експлодирати или запалити се, далеко ниже од концентрација на којима се може развити ризик од гушења. Највећа опасност од експлозије мешавине метана и ваздуха постоји у рудницима угља.

## Хемија

### Реакције метана
Основне реакције у које ступа метан су: горење, халогенација и активација водоника. Генерално, реакције метана је доста тешко контролисати. На пример, врло тешко је доћи до делимичне оксидације метанола, јер се реакција обично наставља све до настанка угљен-диоксида и воде.

#### Сагоревање
При сагоревању метана, дешавају се бројне реакције:
Верује се да метан формира формалдехид (HCHO или ). Формалдехид даје формил радикал (HCO), који даље формира угљен моноксид (CO). Овај процес се назива оксидативна пиролиза:
{\displaystyle \mathrm {CH_{4}+O_{2}\longrightarrow CO+H_{2}+H_{2}O} }
У току оксидативне пиролизе, H2 се оксидује дајући воду отпуштајући топлоту. Ово се дешава веома брзо, обично за мање од једне милисекунде.
{\displaystyle \mathrm {2H_{2}+O_{2}\longrightarrow 2H_{2}O} }
На крају, CO се оксидује дајући 2 и отпушта још више топлоте. Овај процес је генерално спорији од других хемијских корака и обично траје неколико милисекунди.
{\displaystyle \mathrm {2CO+O_{2}\longrightarrow 2CO_{2}} }
Резултат горњих реакција је следећа тотална реакција:
{\displaystyle \mathrm {CH_{4}(g)+2O_{2}(g)\longrightarrow CO_{2}(g)+2H_{2}O(l)-890kJ/mol} }
(g) и (l) означавају агрегатно стање: g - гас; l - течност 

#### Активација водоника
Јачине ковалентне везе између угљеника и водоника у молекулу метана су међу најснажнијим међу свим угљоводоницима, те је њихово кориштење у хемијским реакцијама ограничено. Поред високе границе активације за разбијање C-H веза, метан је и даље главни почетни материјал за алкане у областима истраживања и са изузетним индустријским значајем. У метановом молекулу везе затварају угао од 109,5 степени.

#### Реакције са халогенима
Метан реагује са свим халогеним елементима, у датим условима и околностима:
{\displaystyle \mathrm {CH_{4}+X_{2}\longrightarrow CH_{3}X+HX} }
где је X неки халогени елемент: флуор (F), хлор (Cl), бром (Br) или јод (I). Овај механизам за овај процес се назива халогенација слободним радикалима. Ако су метан и халогени елемент (X2) употребљени у еквимоларним количинама, могу се формирати ,  па чак и . Користећи веће количине метана, смањује се производња , , , а више се формира .

## Употреба

### Гориво
Метан је важан за производњу електричне енергије путем сагоревања као горива у гасним турбинама или парним бојлерима. У поређењу са фосилним горивима, сагоревањем метана се производи мање угљен-диоксида по јединици отпуштене топлоте. Са око 890,8 kJ/mol топлоте при сагоревању метана, иако је најједноставнији угљеноводоник, даје више топлоте по јединици масе него други комплекснији угљеноводоници. У многим насељима, метан се транспортује цевима до домаћинстава у сврху грејања. У овом контексту је обично познат као земни гас, а има енергетску вредност од око 39  по m3.
Метан у облику компресованог природног гаса (CNG) се користи као погонско гориво, а сматра се да проузрокује мање загађење од других фосилних горива попут нафте и дизела.|first=Clayton B. NASA је вршила одређена истраживања о потенцијалу метана као ракетног горива. Једна од предности метана је да је присутан у многим деловима сунчевог система, те би се потенцијално могао експлоатирати на површини других небеских тела, дајући гориво за путовање.
Тренутно се развијају мотори на метански погон који могу да развију потисак од 7.500 фунти, што је далеко мање од 7 милиона фунти неопходних да се лансира Спејс Шатле. Уместо тога, такви мотори би се могли користити за погон летелица са површине Месеца или слање роботских експедиција на друге планете сунчевог система.
Недавно, метан који настаје у рудницима угља је успешно искориштен у производњи електричне енергије.

### Индустријска употреба
Метан се користи у процесима хемијске индустрије а може се транспортовати у виду охлађеног текућег LNG (liquefied natural gas). Иако је као гас лакши од ваздуха, у течном, охлађеном стању је тежи од ваздуха због повећања густине. Путем гасовода се дистрибуирају велике количине природног гаса, у којем је метан главна компонента.
У хемијској индустрији, метан је један од главних ресурса у производњи водоника, метанола, сирћетне киселине и ацетатног анхидрида. При производњи ових супстанци, метан се прво конвертује у гас за синтезу, мешавину угљен моноксида и водоника деловањем паре. У том процесу, метан и пара реагују на високим температурама (700-1000 °C) уз никл као катализатор.
{\displaystyle CH_{4}+H_{2}O{\xrightarrow[{700-1100^{o}C}]{Ni}}CO+3H_{2}}
Однос угљен моноксида и водоника у гасу за синтезу може бити подешен преко реакције отклона воденог гаса на одређену вредност у зависности од намераване сврхе употребе.
{\displaystyle \mathrm {CO+H_{2}O\longrightarrow CO_{2}+H_{2}} }
Мање значајне хемикалије које се изводе из метана су ацетилен, добијен проласком метана кроз електрични лук, и хлорометани (хлорометан, метилен хлорид, хлороформ и угљен тетрахлорид, који се добијају реакцијом метана са хлором. Међутим, употреба ових хемикалија све више опада. Ацетилен је замењен јефтинијим супституентима, а кориштење хлорометана је упитно због ризика по здравље и загађење околине.

## Извори метана

### Поља природног гаса
Највећи извор метана је његово издвајање из геолошких депозита познатих као поља природног плина. Углавном је повезан са другим угљоводоничним горивима, а понекад и са хелијумом и азотом. Метан под ниским притиском се формира при анаеробном разлагању органских материјала, те у природним изворима из великих дубина Земљине коре. Генерално, седименти који се налазе на већим дубинама и који су изложени вишим температурама од оних из којих настаје нафта, обично се претварају у природни гас. Метан се такође производи у већим количинама при распадању органског отпада на одлагалиштима смећа.

### Алтернативни извори
Поред поља гаса, алтернативни начин добијања метана је путем биогаса који се генерише ферментацијом органских материјала укључујући отпадне воде, смеће те друге отпадне материјале који садрже органске материје. Ферментацијом тих материјала у условима без присуства ваздуха (кисеоника) настаје, између осталих, метан. Метан хидрат (комбинација метана и леда, нађен је у огромним количинама на дну океана) потенцијални је извор метана у будућности. Метан настао преживањем крава чини око 16% светске годишње емисије метана у атмосферу. Генерално, сектор сточарства (углавном краве, кокошке и свиње) производи око 37% метана којем је, директно или индиректно, узрок човек. Ранија истраживања се пронашла бројне медицинске третмане и начине прилагођавања исхране стоке којима се помаже смањење производње метана код преживара.
Научни експерименти су дали различите резултате код испитивања да ли су живе биљке извор емисије метана.

### Ванземаљски извори метана
Метан је откривен или се претпоставља да постоји на бројим местима у сунчевом систему. Верује се да настаје у небиотичким процесима, уз изузетак на Марсу, где се претпоставља да га производе микроорганизми.
- Месец - откривени су трагови метана на површини[25]
- Марс - атмосфера садржи 10 ppb (милионити део) метана. У јануару 2009, научници из агенције NASA су објавили да су открили да се на Марсу често испушта метан у одређеним подручјима, што даје претпоставке о биолошкој активности испод површине планете[26]
- Јупитер - атмосфера садржи око 0,3% метана
- Сатурн - атмосфера садржи око 0,4% метана
  - Титан - атмосфера садржи око 1,6% метана[27]
  - Енкелад - атмосфера садржи око 1,7% метана[28]
- Уран - атмосфера садржи око 2,3% метана 
  - Аријел - сматра се да је метан један од састојака површинског леда на Аријелу
  - Миранда
  - Оберон - око 20% леда на површини Оберона је састављено од супстанци на бази метанских деривата
  - Титаниа - око 20% леда на површини Титаније је састављено од органских супстанци повезаних с метаном
  - Умбријел - метан је један од састојака површинског леда на Умбријелу
- Нептун - атмосфера садржи око 1,6% метана
  - Тритон - Тритон има атмосферу састављену већином од азота са малом количином метана у близини површине[29][30]
- Плутон - спектроскопске анализе површине Плутона су доказале присуство метана[31][32]